# Кербунарі (Ясси)
Кербунарі (рум. Cărbunari) — село у повіті Ясси в Румунії. Входить до складу комуни Граждурі.
Село розташоване на відстані 304 км на північ від Бухареста, 18 км на південь від Ясс.

## Населення
За даними перепису населення 2002 року у селі проживали 384 особи, усі — румуни. Усі жителі села рідною мовою назвали румунську.